# Polyetherketone
Polyetherketone (kurz PEK) sind Polymere, in deren molekularem Rückgrat abwechselnd Keton- (R–CO–R) und Etherfunktionalitäten (R–O–R) vorkommen. Am gebräuchlichsten sind Polyaryletherketone (PAEK), bei denen sich zwischen den funktionellen Gruppen jeweils eine in (1,4)-Position verknüpfte Arylgruppe befindet. Das damit sehr starre Rückgrat verleiht den Materialien im Vergleich zu anderen Kunststoffen sehr hohe Glasübergangs- und Schmelztemperaturen.

## Herstellung
Polyetherketone können durch Polykondensation von 4,4′-Difluorbenzophenon und dem Kalium- oder Natriumsalz von Hydrochinon erhalten werden:

## Vertreter
Der am weitesten verbreitete dieser hochtemperaturfesten Werkstoffe ist das Polyetheretherketon (PEEK).
Weitere Vertreter der Polyetherketone sind:
- PEKK = Poly(etherketonketon)
- PEEEK = Poly(etheretheretherketon)
- PEEKK = Poly(etheretherketonketon)
- PEKEKK = Poly(etherketon-etherketonketon)

## Anwendung
Raum- und Luftfahrt: Flugzeugteile (Flossen, Flügelklappen, Nasenkappen, Sitze). Ersatz für Metallteile, auch im militärischen Bereich.
Maschinen- und Automobilindustrie: Hochleistungsformteile wie Lagerkäfige, Zahnräder, Dichtungsringe, Ventilfederteller, Impeller. Beschichtungen, wenn hohe Festigkeiten bei Temperaturen über 200 °C verlangt werden. Beschichtungen aus PEEK oder PEK eignen sich beispielsweise für Anwendungen bis zu 230 °C (450 °F).
Elektronikindustrie: Draht- und Kabelummantelungen, flexible Leiterplatten, Halbleiterproduktion, Offshorestecker.
Medizintechnik: Endoskopiegriffe, Hüftgelenkprothesen. Da man Polyetherketone sterilisieren kann, ohne sie dabei zu beschädigen, wird PEK oft für chirurgische Anwendungen genutzt.

## Eigenschaften
PEK verfügt über eine hohe Temperaturbeständigkeit. Außerdem zeichnet es sich durch eine hohe Verschleißfestigkeit aus. Darüber hinaus haben Polyetherketone hohe chemische Widerstandsfestigkeiten: Sie sind beständig gegenüber nichtoxidierenden Säuren, Fetten, Schmierstoffen, Wasserdampf, Heißwasser und konzentrierten Alkalien.